# Claudius Mamertinus
Claudius Mamertinus leefde in het midden van de 4e eeuw. Hij bekleedde verschillende functies in dienst van het Romeinse Rijk. In het najaar van 361 nam hij deel aan het tribunaal van Chalcedon, waar de ministers van Constantius II werden veroordeeld. In 362 werd hij uit dank hiervoor door de nieuwe keizer Julianus tot consul benoemd. Op 1 januari van dat jaar sprak hij in Constantinopel bij wijze van dank aan de keizer een panegyriek (lofrede) op hem uit. De tekst van de lofrede heeft de eeuwen doorstaan en is bewaard gebleven in de Panegyrici Latini. 
Het wordt daar gevolgd door twee panegyrieken die 75 jaar eerder waren uitgesproken ter ere van keizer Maximianus (de eerste in 289 en de tweede in 290 of 291). De tekst van deze Panegyrieken wordt ook een  Mamertinus toegeschreven, het is niet duidelijk of dit een oudere redenaar met dezelfde naam was of dat de tekst is gecorrumpeerd.
Zoals hierboven reeds aangegeven werd Claudius Mamertinus in 362 consul. Na zijn consulaat was hij gouverneur in Italia, Africa en Illyria. In 368 werd hij wegens verduistering uit de openbare dienst ontslagen. 